# Tijuca
Tijuca là một chi chim trong họ Cotingidae.